# 日本アビオニクス
日本アビオニクス株式会社（にっぽんアビオニクス）は、情報処理システム関連機器、防衛用電子機器の製造・販売などを行う企業である。

## 沿革
- 1960年（昭和35年）- 日本電気と米国ヒューズ・エアクラフト社との合弁により、日本アビオトロニクス株式会社として設立。
- 1961年（昭和36年）- 横浜製作所（現・横浜事業所）開設。
- 1980年（昭和55年）- 社名を日本アビオニクス株式会社に変更。
- 1988年（昭和63年）- 東京証券取引所二部に上場。
- 2003年（平成15年）4月 - 相模事業所を開設。
- 2010年（平成22年）5月 - 相模事業所を移転し、新横浜事業所に改称。
- 2012年（平成24年）10月 - NEC Avio赤外線テクノロジーを吸収合併。
- 2015年（平成27年）4月 - 日本ヒューチャア株式会社を吸収合併。
- 2018年（平成30年）10月 - 山梨アビオニクス株式会社を閉鎖。
- 2020年（令和2年）
  - 1月 - 日本産業パートナーズ傘下のNAJホールディングス株式会社が株式公開買付けを実施。日本電気は保有全株式を応募し、日本電気に代わりNAJホールディングスが親会社となる[1]。
  - 5月 - 本社機能を東京都品川区西五反田から横浜市都筑区池辺町へ移転（本店所在地は横浜事業所に変更）。

## 事業所
- 横浜事業所 - 神奈川県横浜市瀬谷区本郷2-28-2
- 新横浜事業所港北NFビル - 神奈川県横浜市都筑区池辺町4206番地（旧・日本電気航空宇宙システム社屋）